# Joseph Antonius Verheijen
Joseph Antonius Verheijen, bekend als Jos. A. Verheijen (Amsterdam, 19 augustus 1837 – Haarlem, 1 juni 1924), was een Nederlands organist.
Hij was zoon van metselaar Henricus Ioannes Verheijen en Catharina Maria Groenen. Hij was zelf getrouwd met Goverdina Maria Lievegoed en Catharina Margretha Eenhorst. Dochter Margaretha Francisca Maria Verheijen trouwde in 1912 met architect Karel Petrus Tholens. 
Het zag er in eerste instantie niet naar uit dat hij musicus werd. Bij zijn militaire keuring rond 1856 werd vermeld dat hij steenhouwer was. Vrienden haalden hem over zich tot de muziek te wenden. Hij kwam uit de school van Jan George Bertelman die hem les gaf voor piano, pijporgel en muziektheorie. Ook had hij enige tijd les van Joas Arnoldus Sieverding. In 1862 kreeg hij een aanstelling in de Rooms-Katholieke kerk in Gouda; in die stad werd hij ook muziekonderwijzer alsmede dirigent van twee zangverenigingen (dameskoor en liedertafel), die hij overigens zelf had opgericht. In 1871 trok hij naar zijn geboortestad om er organist te worden van het nieuwe orgel van de Mozes en Aäronkerk; ook werd hij er dirigent van het koor "Cantus et Organum". Tegelijkertijd gaf hij muziekles in de stad. Hij vervulde tevens nog de functie van organist van het Paleis voor Volksvlijt, dat ook net een orgel had geïnstalleerd (het latere orgel van de Philharmonie Haarlem). Volgens De Standaard van 3 juni 1924 was die plaatsing deels aan Verheijen te danken; hij had tijdens zijn verblijf in Parijs niet alleen kennisgemaakt met componisten waaronder César Franck en Camille Saint-Saëns maar ook met orgelbouwer Aristide Cavaillé-Coll. Hij zou het maar een jaar bespelen.
Verheijen was in binnen- en buitenland (Frankrijk, Duitsland) bekend als inspeler en tester van nieuwe orgels. Hij was voorzitter van de Nederlandsche Organistenvereniging. Een van zijn leerlingen Philip Loots componeerde zijn Missa Solemnis ter gelegenheid van zijn 70e verjaardag. In 1891 werd zijn geschrift Het orgel in het concertgebouw te Amsterdam gepubliceerd.
Hij overleed in het ziekenhuis St Joannes de Deo in Haarlem en werd begraven op de Begraafplaats Buitenveldert.
- Gemeinsame Normdatei: 138402973
- Nederlandse Thesaurus van Auteursnamen: 194878058
- Virtual International Authority File: 284057185